# Alexander Stewart Herschel
Alexander Stewart Herschel, född den 5 februari 1836 på Goda Hoppsudden, död den 18 juni 1907 i Slough, var en engelsk astronom, son till John Herschel, sonson till William Herschel. 
Herschel studerade 1855–59 i Cambridge, blev 1866 professor i fysik vid universitetet i Glasgow och var 1871–86 professor i Durham. Hans arbeten (i "Monthly Notices of the Royal Astronomical Society", British Astronomical Associations publikationer med flera facktidskrifter) över meteorer och stjärnfallssvärmar var högt skattade av hans samtida. År 1872 påvisade han det sannolika sambandet mellan vissa stjärnfallssvärmar och den upplösta Bielaska kometen och förutsade på grund härav det stora stjärnfallsregn, som inträffade i november samma år.
Asteroiden 8486 Asherschel är uppkallad efter honom.